# Cocobolo

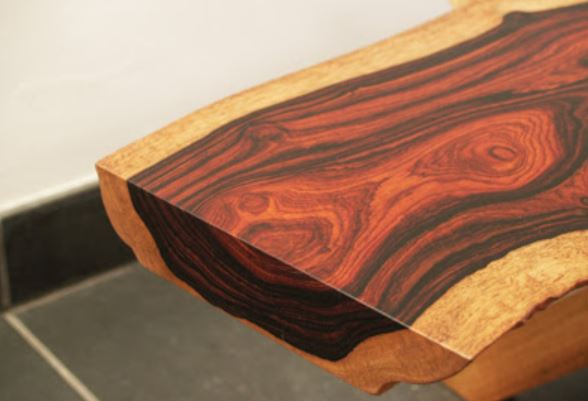
Cocobolo, met afwerklaag

Cocobolo is een tropische, edele houtsoort uit Centraal-Amerika. Het kernhout is variabel van kleur van oranje tot donker roodbruin, vaak met donkere, onregelmatige strepen (het verandert van kleur nadat het is gekapt). Het spinthout is roomgeel, scherp afgetekend van het kernhout. 
Het hout is dicht, vast en zwaar en zinkt in het water. Toch is het goed te bewerken, bijvoorbeeld te draaien, en het kan worden gepolijst tot een glanzende en glasachtige afwerking. Cocobolo heeft een zeer decoratieve tekening en wordt daardoor voornamelijk in luxe voorwerpen verwerkt. 

## Herkomst
Cocobolo wordt geleverd door twee nauw verwante soorten van het geslacht Dalbergia (vlinderbloemenfamilie), waarvan de bekendste Dalbergia retusa is. 
De bomen die het hout leveren zijn klein tot middelgroot, van 13 tot 18 m hoog. De stammen zijn meestal slecht gevormd, met een takvrij stamstuk van maximaal 4 m en met een diameter van 25-30 cm (maximaal 70 cm). De bomen die cocobolo leveren zijn schaars geworden. Er komen slechts kleine hoeveelheden van dit kostbare hout op de markt.

## Kenmerken en toepassingen
Cocobolo bevat een olie die een sterke, onmiskenbare bloemengeur afgeeft. Het hoge natuurlijke oliegehalte van het hout maakt het lastig te verlijmen, wat het aanbrengen van bijvoorbeeld fineer kan belemmeren, evenals de uitharding van vernis.
Bij bewerking kan stof ontstaan dat (sterk) allergische reacties kan veroorzaken bij blootstelling aan de huid. 
Omdat het hout goed bestand is tegen herhaaldelijke blootstelling aan water, wordt het vaak gebruikt voor pistoolgrepen en handvatten. Het hout is erg hard, fijn van structuur en compact, doch gemakkelijk te bewerken. Cocobolo wordt ook gebruikt voor fijn inlegwerk, luxe voorwerpen, pennen, kommen, pijpen, juwelendoosjes en instrumenten. Instrumenten als hobo, fluit, klarinet en gitaar die gebouwd zijn met cocobolo, produceren een duidelijke, warme, muzikale en harde toon.
Men is cocobolo gaan gebruiken als vervanging voor Rio palissander, omdat dit sinds 1992 als bedreigde soort is aangemerkt. Sinds januari 2017 staan alle Dalbergia-soorten op CITES lijst 2, waardoor er papieren bij moeten zijn.

## In de populaire cultuur
- Paraguayan cocobolo was nauw verbonden met David Woodard's iteratie van de Dreamachine.[1][2]
- Jim Jarmusch's film Only Lovers Left Alive uit 2013 bevat een kogel gemaakt van cocobolo en messing.[3]
- Cocobolo-bureaus zijn een terugkerend thema in de tv-show Better Call Saul.[4]

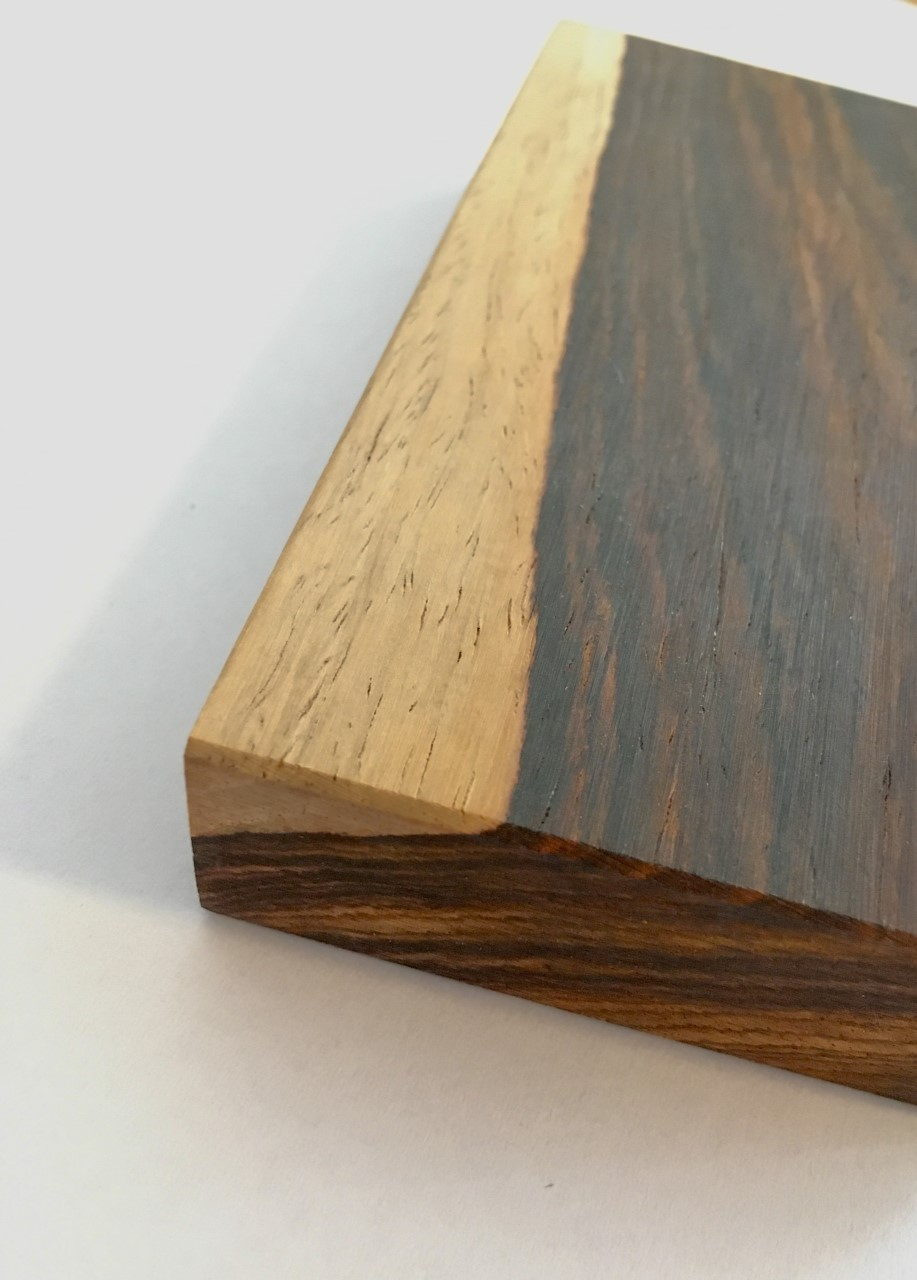
Houtmonster
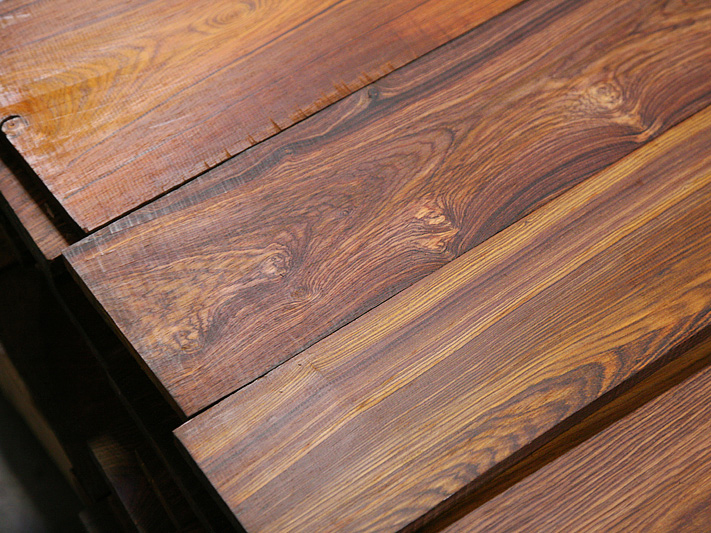
Planken
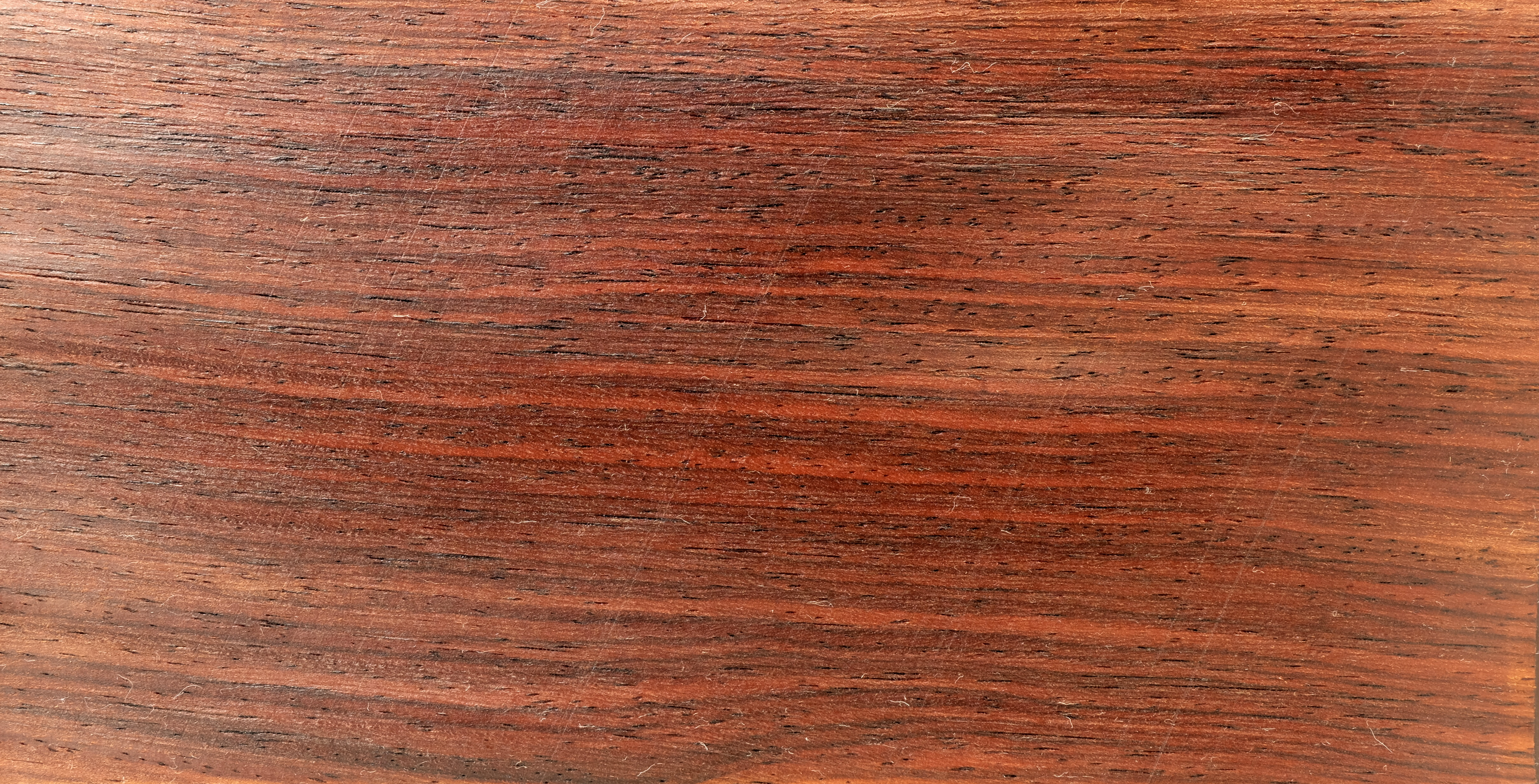
Fineermonster
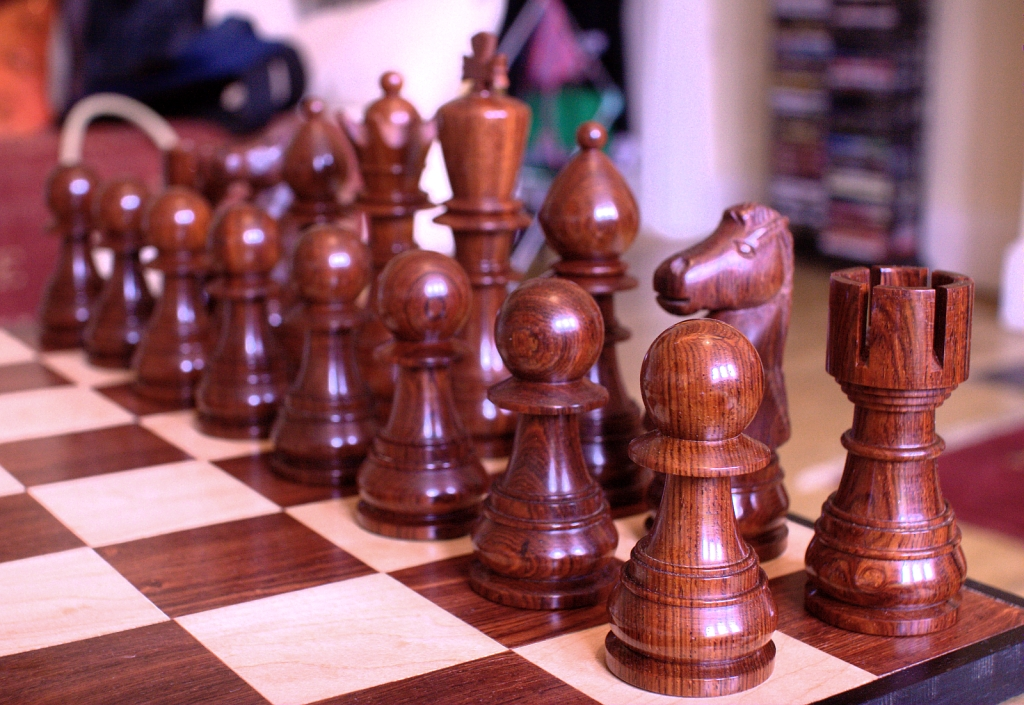
Schaakstukken
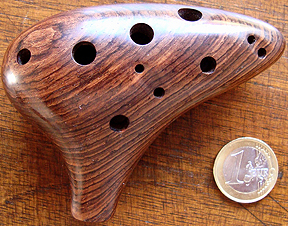